# Васильев, Анатолий Александрович (подпоручик)
Анатолий Александрович Васильев (1898—1960) — участник Белого движения на Юге России, подпоручик 1-го Корниловского ударного полка, кавалер ордена Св. Николая Чудотворца.

## Биография
Уроженец Ровенского уезда Волынской губернии. Учился в Варшавской 5-й гимназии.
С началом Первой мировой войны оставил гимназию и поступил добровольцем в 272-й пехотный Гдовский полк. Был награждён Георгиевским крестом 4-й степени за отличие в бою 28 марта 1915 года, за боевые отличия произведен в унтер-офицеры. Летом 1917 года поступил в 5-й ударный батальон на Западном фронте, затем перешел в Георгиевский полк.
С началом Гражданской войны прибыл в Добровольческую армию. Участвовал в 1-м Кубанском походе в Корниловском ударном полку. 12 апреля 1919 года произведен в прапорщики, а затем в подпоручики. Во ВСЮР и Русской армии — в 1-м Корниловском полку и Отдельном Корниловском конном дивизионе. Был награждён орденом Св. Николая Чудотворца за то, что 22 июня 1920 года в бою за колонию Вальдгейм с несколькими всадниками захватил броневик. На 18 декабря 1920 года — в составе дивизиона в Галлиполи.
В эмиграции в Бельгии, штабс-капитан. Работал шахтером. Совершил неудачную попытку самоубийства, в результате которой ослеп. Женился на бельгийской сестре милосердия Луизе, ухаживавшей за ним. В 1957 году побывал в Париже на праздновании 40-летия Корниловского ударного полка. Умер в 1960 году в Брюсселе. Похоронен на военном участке кладбище Юкль.

## Награды
- Георгиевский крест 4-й ст. (№ 475098)
- Орден Святителя Николая Чудотворца (Приказ Главнокомандующего № 248, 31 октября 1921)